# أوليفيا ألكسندر
اوليفيا الكسندر (بالإنجليزية: Olivia Alexander)‏ مواليد 17 مايو 1988 في لويزيانا، هي ممثلة أمريكية وأيضا مغنية وراقصة.

## روابط خارجية
- أوليفيا ألكسندر على موقع IMDb (الإنجليزية)
- أوليفيا ألكسندر على موقع قاعدة بيانات الفيلم (الإنجليزية)